# Валентув (Мінський повіт)
Валентув (пол. Walentów) — село в Польщі, у гміні Добре Мінського повіту Мазовецького воєводства.
Населення — 122 особи (2011).
У 1975-1998 роках село належало до Седлецького воєводства.

## Демографія
Демографічна структура станом на 31 березня 2011 року:
|          | Загалом | Допрацездатний вік | Працездатний вік | Постпрацездатний вік |
| -------- | ------- | ------------------ | ---------------- | -------------------- |
| Чоловіки | 63      | 10                 | 45               | 8                    |
| Жінки    | 59      | 15                 | 28               | 16                   |
| Разом    | 122     | 25                 | 73               | 24                   |